# 메렌레

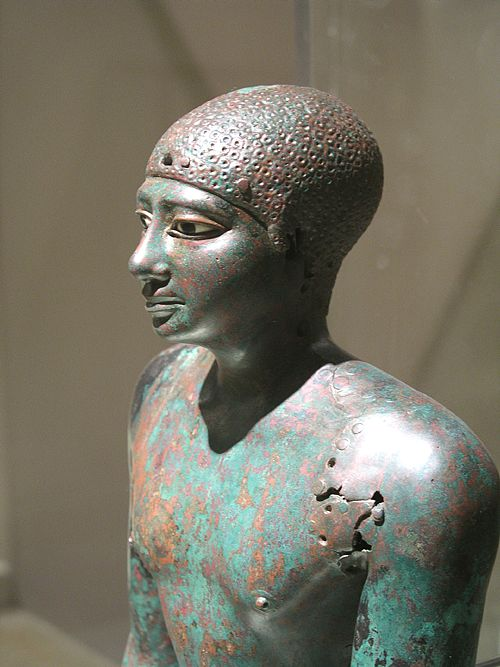

메렌레는 이집트 제6왕조의 파라오이다. 이름의 뜻은 '레의 사랑을 받는다'이다.
메렌레는 페피 1세의 아들로 5년간을 다스렸다. 그의 시대에 웨니가 상이집트의 총독이 되었다.
최근의 연구 결과는 메렌레의 통치 년도에 대해 새로운 가설을 제시하고 있다. 한 예로, 페피 2세 시대에 세워진 사카라 남부의 비석에 의하면, 메렌레는 최소한 11~13년을 다스렸다.

## 참고 문헌
- 피터 클레이턴(Peter Clayton) 저, 정영목 역, 《파라오의 역사》, 까치, 2004

| 전임 페피 1세 | 제4대 이집트 제6왕조의 파라오 기원전 2283년 ~ 기원전 2278년 | 후임 페피 2세 |